# Газокислородное рафинирование
Газокислородное рафинирование — процесс получения низкоуглеродистых и (или) азотсодержащих сталей. Позволяет получать низкую концентрацию углерода в сталях и сплавах, в том числе и в составе которых есть элементы с высоким сродством к кислороду как например хром, алюминий, и т. п.
Дополнительным преимуществом метода является возможность легирования стали азотом из газовой фазы. После расплавления как правило в электродуговой печи металл затем перемещается в конвертер нижнего дутья, где подвергается трем шагам очистки: обезуглероживанию, восстановлению и десульфурации, а при необходимости и легирования металла азотом.
Коррозионностойкая сталь произведенная методом газокислородного рафинирования более чиста от неметаллических включений, остаточных примесей цветных металлов, а самое главное позволяет достичь низкого содержания углерода, чем выплавленная классическим электро-металлургическим способом.